# Mount Clare
Mount Clare é uma vila localizada no estado americano de Illinois, No Condado de Macoupin.

## Demografia
Segundo o censo americano de 2000, a sua população era de 433 habitantes.
Em 2006, foi estimada uma população de 428, um decréscimo de 5 (-1.2%).

## Geografia
De acordo com o United States Census Bureau tem uma área de
4,0 km², dos quais 3,9 km² cobertos por terra e 0,1 km² cobertos por água.

## Localidades na vizinhança
O diagrama seguinte representa as localidades num raio de 4 km ao redor de Mount Clare.